# Steatoda paykulliana
La falsa viuda negra (Steatoda paykulliana) es una especie de araña de la familia Theridiidae.

## Descripción
Steatoda paykulliana se parece a las viudas negras en su forma y colores. El cuerpo de la hembra mide desde 8 mm hasta 12 mm cuando está embarazada. El abdomen es globular y de un negro brillante con dos franjas que no se superponen, una lateral y otra dorsal. Se diferencia de las viudas negras en que estas tienen marcas dorsales y ventrales. Las franjas son marmóreas en las hembras jóvenes y rojo anaranjado en las maduras. El macho tiene más o menos la mitad de tamaño que las hembras, con marcas menos prominentes.
El veneno de S. paykulliana es mucho menos potente que el de las viudas negras y su efecto en humanos se asemeja al de las picaduras de avispa.

## Comportamiento

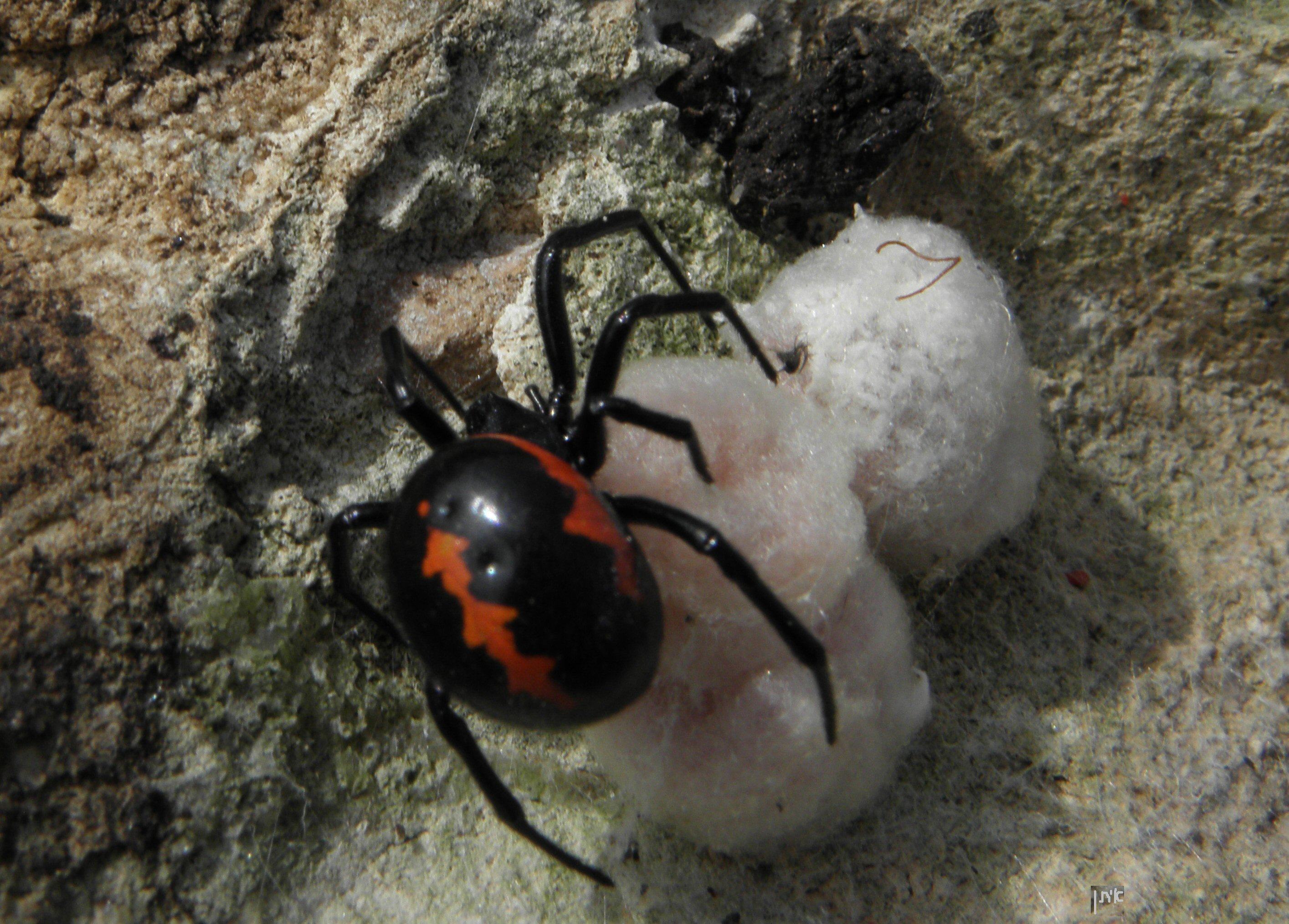
Hembra S. paykulliana cuidando su saco de huevos cerca de Yokneam.

S. paykulliana hila típicas redes tridimensionales enredadas, generalmente en terrenos inclinados cubiertos de vegetación. Se hace girar un capullo alrededor de los huevos. En Yugoslavia, las crías eclosionan al final del verano, hibernan en el invierno y alcanzan la edad adulta a principios del próximo verano.

### Alimentación
S. paykulliana es una especie depredadora, que se alimenta principalmente de insectos terrestres que no vuelan y otros artrópodos. Ocasionalmente puede intentar cazar también lagartijas pequeñas y Lagartos.

### Reproducción
Los machos a menudo mueren poco después de la reproducción, dejando a la hembra a cargo del giro y la protección del saco de telaraña, que contiene unos 200 huevos. Después de su eclosión, las hembras también cuidan de las crías, al igual que muchas especies de arañas.

### Hábitat
Las arañas S. paykulliana tienden a vivir cerca de la cubierta, como troncos de árboles, rocas, grietas o plantas. Ellos tejen sus redes cerca del suelo, para atrapar la presa terrestre, y esperan a cubierto, cerca de la red. Una captura se identifica por las vibraciones de la telaraña, y la araña procede a matar a la presa.

## Distribución
S. paykulliana está muy extendida en Europa, Asia y Oriente Medio. Se ha notificado en Portugal, España, Francia incluida Córcega, Bélgica, Italia, Suiza, Austria, Eslovenia, Croacia, Serbia, Bosnia y Herzegovina, Macedonia del Norte, Albania, Rumania, Ucrania, Bulgaria, Grecia, Malta, Turquía, Georgia, Líbano, Siria, Israel, Palestina, Azerbaiyán, Daguestán, Rusia, Noroeste de China, Kazajistán, Sur de Kirguistán, Tayikistán, Uzbekistán, Turkmenistán, Irán, Arabia Saudita, Yemen, Egipto, Etiopía, Eritrea, Libia, Túnez, Argelia, Marruecos, Gran Bretaña y Chipre